# Last of the Sane
Last of the Sane é o quinto álbum de estúdio da banda americana de metalcore Earth Crisis, lançado em 2001.

## Lista de faixas
1. "Hell Awaits (Intro)" (Slayer)
2. "The Wanton Song" (Led Zeppelin)
3. "City to City" (DYS)
4. "Children of the Grave" (Black Sabbath)
5. "Holiday In Cambodia" (Dead Kennedys)
6. "Paint it Black" (The Rolling Stones)
7. "Earth A.D." (The Misfits)
8. "The Order"
9. "Broken Foundation"
10. "Gomorrah's Season Ends"
11. "Panic Floods"

## Créditos
- Karl Buechner - vocal
- Scott Crouse - guitarra
- Eric Edwards - guitarra
- Bulldog - baixo
- Dennis Merrick - bateria